# Темпрансвил (Вирџинија)
Темпрансвил (енгл. Temperanceville) насељено је место без административног статуса у америчкој савезној држави Вирџинија.

## Демографија
По попису из 2010. године број становника је 358.
| Група             | 2000.    | 2010.       |
| Белци             | 0 (0,0%) | 222 (62,0%) |
| Афроамериканци    | 0 (0,0%) | 107 (29,9%) |
| Азијати           | 0 (0,0%) | 0 (0,0%)    |
| Хиспаноамериканци | 0 (0,0%) | 24 (6,7%)   |
| Укупно            | 0        | 358         |